# Robin Beanland
Robin Beanland ist ein britischer Komponist von Videospielmusik. Er hat Musik für zahlreiche Rare-Titel komponiert, wie z. B. die Killer Instinct-Reihe, Conker’s Bad Fur Day (für das er auch das Drehbuch zusammen mit Chris Seavor schrieb) und viele andere. Bevor er zu Rare kam, komponierte Beanland Musik für TV und Film. Das einzige aktuelle Spiel, für das er weiterhin Musik produziert, ist Sea of Thieves.

## Spiele mit seiner Beteiligung
| Jahr | Titel                             |
| ---- | --------------------------------- |
| 1994 | Donkey Kong Country               |
| 1994 | Killer Instinct                   |
| 1996 | Killer Instinct 2/Gold            |
| 1997 | GoldenEye 007                     |
| 1999 | Conker's Pocket Tales             |
| 1999 | Jet Force Gemini                  |
| 1999 | Donkey Kong 64                    |
| 1999 | Donkey Kong Country (GBC Version) |
| 2000 | Perfect Dark                      |
| 2001 | Conker's Bad Fur Day              |
| 2002 | Star Fox Adventures               |
| 2003 | Donkey Kong Country (GBA version) |
| 2004 | Sabre Wulf                        |
| 2004 | It's Mr. Pants                    |
| 2005 | Banjo-Pilot                       |
| 2005 | Conker: Live & Reloaded           |
| 2005 | Kameo: Elements of Power          |
| 2006 | Viva Piñata                       |
| 2008 | Viva Piñata: Pocket Paradise      |
| 2008 | Banjo-Kazooie: Nuts & Bolts       |
| 2010 | Kinect Sports                     |
| 2010 | Sonic & SEGA All-Stars Racing     |
| 2010 | I Wanna Be the Boshy              |
| 2011 | Kinect Sports: Season Two         |
| 2012 | Kinect PlayFit                    |
| 2012 | Fable Heroes                      |
| 2013 | Killer Instinct                   |
| 2014 | Kinect Sports Rivals              |
| 2015 | Rare Replay                       |
| 2018 | Sea of Thieves                    |
| 2018 | Super Smash Bros. Ultimate        |
| 2020 | Battletoads                       |

## Awards
| Jahr | Titel                                                     | Nachweise |
| ---- | --------------------------------------------------------- | --------- |
| 2001 | British Academy of Film and Television Arts award         | [ 2 ]     |
| 2019 | Ivor Novello Award for Best Original Video Game Score for | [ 3 ]     |